# René de Prie
René de Prie (Touraine, c. 1451 - Normandía, 9 de septiembre de 1516) fue un eclesiástico francés, obispo y cardenal.

## Biografía

### Familia
Hijo de Antoine de Prie, baron de Buzançais, y de Madeleine d'Amboise, tuvo cinco hermanos: Louis, que heredó los estados de su padre; Aimar, señor de la Mote de Prie y de Montpoupon y gran maestre de ballesteros; Radegonde, religiosa en Poilly; Charlotte, madre de Jacques de la Palice; y Catherine, casada con el señor de Couldray en Berry Louis de Puy.

### Ascenso eclesiástico
Dedicado a la carrera eclesiástica, su ascenso estuvo favorecido por el patrocinio de su primo Georges d'Amboise: fue arcediano de la catedral de Bourges y de la de Blois, deán de Saint-Hilaire de Poitiers, protonotario apostólico, abad comendatario de varios monasterios en Landais, Loroux, Miseray, Notre-Dame de La Prée, Déols, Notre-Dame de Lyre, Saint-Mesmin de Micy e Issoudun y limosnero del rey.
Presentado por el rey Luis XII de Francia, en 1498 fue nombrado obispo de Bayeux.
En compensación por la ayuda militar de Francia en la recuperación de Perugia y Bolonia de manos de Gian Paolo Baglioni y Giovanni II Bentivoglio, el papa Julio II le creó cardenal en el consistorio del 18 de diciembre de 1506 junto con Jean de La Trémoille y Louis d'Amboise.  Recibió el título de Santa Lucía en Septisolio, que posteriormente cambió por los de San Vital y Santa Sabina.

### El concilio de Pisa
En el contexto de la guerra de la Liga de Cambrai entre el papa y el rey francés, De Prie fue uno de los cinco cardenales (junto Bernardino López de Carvajal, Federico Sanseverino, Guillaume Briçonnet y Francisco de Borja) que se adhirieron al Concilio de Pisa con la intención de deponer al pontífice.  Julio II los excomulgó a todos y les destituyó de sus beneficios eclesiásticos.  
Con el advenimiento al trono de San Pedro de León X, en el transcurso del Concilio de Letrán V De Prie fue absuelto y restituido en su dignidad cardenalicia.  Fue nombrado obispo de la diócesis de Lectoure, que permutó con la de Limoges.
La fecha y lugar de su muerte no está clara: en su epitafio en la iglesia de Notre-Dame-du-Pré consta que murió en 1516, aunque otros autores dicen que murió en 1519, en Béziers, o en su abadía de Lyre